# Друштво троструке деветке
Друштво троструке деветке (енгл. Triple Nine Society, TNS), основано 1978. године је добровољно удружење појединаца који су постигли резултат једнак или већи од 99,9-ог перцентила на неком од претходно утврђених стандардизованих, професионалних тестова интелигенције под надзором психолога. Резултат који исказан као IQ износи 149 или више са стандардном девијацијом од 16 поена, односно 146 или више са СД 15. Поређења ради, Менса, познатије и веће друштво за људе са високим коефицијентом интелигенције прима у чланство оне који постигну резултат IQ 132 СД16, односно 130 СД15.
У 2018. години, Друштво Троструке Деветке има преко 1800 чланова из 49 земаља од којих је већина из САД. Друштво издаје часопис по имену Видја (реч из Санскрита која означава увид, вид). Часопис садржи чланке из најразличитијих области које пишу чланови. Чланови одржавају контакт путем интернет форума, недељног чета и живих сусрета.

Друштво је засновано на демократским принципима и подржава слободно изражавање ставова својих чланова. У Преамбули Статута Друштва се каже:
Друштво троструке деветке је посвећено пријатељству, комуникацији, авантури интелектуалног истраживања и већем остварењу потенцијала појединаца. Друштво не забрањује представљање скупа погледа једне особе другој, нити поставља било какав скуп погледа пред своје чланове као обавезан. Друштво ће настојати да избегне издвојеност пуке ексклузивности. Водеће начело Друштва је демократско и колегијално, а не хијерархијско. Друштво остаје отворено за иновације и развој.— Друштво троструке деветке